# 杭讷霍尔门站
杭讷霍尔门站（丹麥語：Havneholmen Station）是哥本哈根地铁一座地下车站，是哥本哈根地铁4号线二期工程（哥本哈根南港段）的一部分，位于哥本哈根南港港区内的杭讷霍尔门一带。2024年6月22日启用。